# Der Unhold
Der Unhold (títol en anglès: The Ogre) és una pel·lícula germano-franco-britànica dirigida per Volker Schlöndorff, estrenada el 1996, adaptació de la novel·la de Michel Tournier.

## Argument
Durant la Segona Guerra Mundial, es portaran nens a combatre al costat dels nazis. Un personatge anomenat Abel Tiffauges se n'ocupa.

## Repartiment
- John Malkovich: Abel Tiffauges
- Gottfried John: Cap Forrester
- Marianne Sägebrecht: Mrs. Netta
- Volker Spengler: Fieldmarshall Hermann Goering
- Heino Ferch: SS Oficial Raufeisen
- Dieter Laser: Prof. Blaettchen
- Agnès Soral: Rachel
- Sasha Hanau: Martine
- Vernon Dobtcapf: Lawyer
- Simon McBurney: Brigadier
- Ilja Smoljanski: Ephraim
- Luc Florian: Presoner de guerra
- Laurent Spielvogel: Presoner de guerra
- Marc Duret: Presoner de guerra
- Philippe Sturbelle: Presoner de guerra
- Armin Mueller-Stahl: Comte von Kaltenborn
- Jacques Ciron: Advocat
- Patrick Floersheim: Inspector de policia
- Thierry Monfray: Professor

## Premis i nominacions
Nominacions
- 1996: Lleó d'Or